# Kadur (Pulau Laut)
Kadur is een bestuurslaag in het regentschap Natuna van de provincie Riau-archipel, Indonesië. Kadur telt 308 inwoners (volkstelling 2010).